# Royaume-Uni au Concours Eurovision de la chanson 1988
Le Royaume-Uni était représenté au Concours Eurovision de la chanson 1988 par le chanteur Scott Fitzgerald avec la chanson Go. Il a été choisi dans le cadre du processus de sélection nationale dans l'émission A Song for Europe et s'est classé deuxième à l'Eurovision, recevant 136 points.

## Sélection

### A Song for Europe 1988
Au total, 182 chansons ont été soumises et à aucun moment pendant la phase de jugement les noms des compositeurs, des auteurs ou des éditeurs n'ont été divulgués.
Lors de la première phase d'écoute, sept sessions de 26 chansons par session ont été entendues. Chaque chanson inscrite a été jouée pendant 150 secondes chacune et soumis au vote. Huit juges composés du personnel professionnel des éditeurs de musique et de membres du public acheteur de disques représentés par le personnel de PRS et MCPS. Lors de l'addition des votes, le bureau de la MPA vérifiait si un membre du jury était intéressé par les chansons et s'il existait un intérêt, le vote de ce membre était remplacé par une note moyenne. Les douze chansons de chaque session ayant obtenu le plus de points ont été proposées pour une seconde écoute.
La deuxième écoute consistait en quatre sessions de 21 chansons par session. Toutes les chansons atteignant ce stade ont été mixées et renumérotées afin qu'elles ne soient pas jouées dans le même ordre que lors de la première écoute. Les chansons ont ensuite été rejouées pendant 150 secondes chacune et soumis au votes. Huit juges composés de représentants similaires à ceux de la première session mais individuellement appelés à des moments différents afin qu'ils ne se présentent pas avec les mêmes personnes que lors du vote précédent. Lors de l'addition de ces votes, le bureau de la MPA vérifiait si un membre du jury était intéressé par les chansons et s'il constatait qu'un intérêt existait, le vote de ce membre était remplacé par une note moyenne. Onze chansons de chaque session avec les points les plus élevés ont été transférées pour une troisième écoute.
Lors de la troisième écoute, il s'agissait d'une session divisée en quatre session à raison de 11 chansons par session, soit un total de 44 chansons. Toutes les chansons atteignant ce stade ont été à nouveau mixées et renumérotées afin qu'elles ne soient pas jouées dans le même ordre que les écoutes précédentes. Les chansons ont été jouées pendant deux minutes chacune et soumis au votes. Quinze juges composés de représentants similaires à ceux des sessions précédentes, mais également invités, étaient des invités spéciaux, parmi lesquels des auteurs-compositeurs et producteurs de disques à succès. Aucun membre de ce panel n'était intéressé par l'une des chansons. Les 3 premiers de chaque session sont automatiquement classés parmi les 20 derniers. Les 4 derniers de chaque session ont été éliminés. Quatre chanson du milieu de chaque séance est proposé pour la quatrième écoute.
Lors de la quatrième écoute, il y avait une session de 16 chansons. Toutes les chansons atteignant ce stade ont été à nouveau mixées et renumérotées afin qu'elles ne soient pas jouées dans le même ordre que lors des audiences précédentes. Les chansons ont été jouées pendant 2 minutes chacune et soumis au votes. Suite de la troisième séance et donc les mêmes juges étaient présents. Les 8 chansons ayant obtenu la note la plus élevée sont passées à la cinquième et dernière écoute.
La cinquième écoute consistait en une session de 20 chansons devant être réduite à 8 chansons pour la diffusion de Song for Europe. L'écoute a eu lieu lors d'une réunion au BBC Television Center sous les auspices de James Moir, responsable des variétés. Les juges sont composés de producteurs de Radio 2 et de Télévision, de représentants de Music Publishers Association (MPA), British Phonographic Industry et de la British Academy of Songwriters Composers and Authors.
Les 8 dernières chanson en compétition ont été présenté en avant-première sur Wogan et sur BBC Radio 2.

#### Format
Le concours de 1987 était en quelque sorte une expérimentation par rapport aux autres concours de l'époque, le studio étant beaucoup plus grand, 10 chansons étaient utilisées au lieu de 8 et les chansons étaient sélectionnées par la Music Publisher's Association et l'industrie du disque, afin avoir une sélection de chansons pop plus contemporaines, au lieu de simples chansons susceptibles de remporter le concours Eurovision de la chanson. Tout cela a changé en 1988 avec le retour du format à 8 chansons, les chansons étaient projetées uniquement par la Music Publisher's Association et en tant que telles, les chansons étaient moins contemporaines que lors du concours précédent. Le jury régional n'a également plus voté pour désigner le gagnant.
Pour la première fois depuis 1975, le public a voté pour les chansons, mais cette fois-ci par téléphone plutôt que par courier. Un panel de célébrités a également été présenté pour commenter les chansons. Ils n'ont joué aucun rôle dans la sélection du gagnant, se contentant de faire des commentaires. Le panel était composé de Mike Batt qui a commenter les chansons 2 et 6, Bruce Welch qui avait été finaliste du concours avec The Shadows des chansons 4 et 8, Gloria Hunniford qui a commenté les chansons 3 et 7 et George Martin pour les chansons 1 et 5.
De plus, pour la première fois, les numéros de téléphone à appeler sont apparus à l'écran et avant la fin de la première partie, une reprise de toutes les chansons en compétition a été jouée. Au total, 337 557 télévote ont été effectués.

#### Finale
La finale a eu lieu le 25 mars 1988, au Studio 1 du BBC Television Center. Il était animé par Terry Wogan. Le thème musical et la séquence de titre étaient les mêmes que ceux utilisés l'année précédente, un Te Deum remanié. Le BBC Concert Orchestra (en), sous la direction de Ronnie Hazlehurst en tant que chef d'orchestre a accompagné toutes les chansons, mais malgré le fait qu'il se soit produit en direct, l'orchestre était hors écran, derrière le plateau. Le concours a été diffusé sur Radio 2 et BBC One.
Le gagnant a été choisi par télévote, à savoir "Go" interprété par Scott Fitzgerald.
| Ordre | Artiste                  | Chanson                      | Auteur(s) compositeur(s)              | Télévote | Place |
| ----- | ------------------------ | ---------------------------- | ------------------------------------- | -------- | ----- |
| 1     | Catwalk                  | "Till the Night"             | Pete Bellotte, Dave Cooke             | 22,358   | 7     |
| 2     | Camino                   | "High Windows"               | Duncan Browne, Sebastian Graham Jones | 41,528   | 3     |
| 3     | Zoe Nicholas             | "Just a Memory"              | Zoe Nicholas, Ray Monk                | 27,783   | 6     |
| 4     | FNAC                     | "Make Your Dreams Come True" | Jim Cozens                            | 28,946   | 5     |
| 5     | Klass                    | "One More Chance"            | James Oliver                          | 19,504   | 8     |
| 6     | Clinging to the Wreckage | "Heart to Heart"             | Carol Grimes, Maclek Hrybowicz        | 30,382   | 4     |
| 7     | Two-Ché                  | "This is the Kiss"           | Mike Berry, Mel Simpson               | 73,785   | 2     |
| 8     | Scott Fitzgerald         | "Go"                         | Julie Forsyth                         | 93,271   | 1     |

#### Discographie britannique
- Camino - High Windows: PRT/Tamarin PYS11.
- Klass - One More Chance: OK Records OK012.
- Scott Fitzgerald - Go: PRT PYS10.

## À l'Eurovision
Le concours de 1989 s'est déroulé au RDS Simmonscourt Pavilion à Dublin en Irlande, le 30avril. Scott Fitzgerald interprète Go en 4e position, après la Finlande et avant la Turquie. Au terme du vote final, le Royaume-Uni termine 2e sur 21 pays avec 136 points, un points derrière le vainqueur.
BBC One a diffusé la finale à la télévision, avec les commentaires de Terry Wogan. Ray Moore devait commente le concours pour BBC Radio 2, mais Moore suivait un traitement pour un cancer à l'époque, alors Ken Bruce la remplacé. C'était la première participation de Bruce à la présentation de l'Eurovision pour la radio. Bruce continuerait à faire des commentaires pour la radio jusqu'en 2022. Colin Berry a été le porte-parole du jury britannique.
Les membres du jury britannique comprenaient Nicola Chapman, Terry Clarke, Alfred Collet, Geoff Dennis, James Douglas, Alison Fox, Mike Goss, Carol Holroyd, Muir Johnson, Karen Marsden, Mavis Masters, Molly Roberts, Andrew Sidell, Renate Smith, Paul Tunnicliffe et Robert Unsworth.
Go a été un succès mineur dans les charts britanniques.
Le jury britannique a attribué ses 12 points au vainqueur du concours, la Yougoslavie.

### Vote
| Score     | Pays                                                            |
| --------- | --------------------------------------------------------------- |
| 12 points | - Belgique - Italie - Turquie                                   |
| 10 points | - Autriche - Danemark - Finlande - Allemagne - Israël - Espagne |
| 8 points  | Luxembourg                                                      |
| 7 points  | Irlande                                                         |
| 6 points  | Grèce                                                           |
| 5 points  | - Norvège - Suède - Suisse                                      |
| 4 points  |                                                                 |
| 3 points  | Portugal                                                        |
| 2 points  |                                                                 |
| 1 point   | Islande                                                         |

| Score     | Pays        |
| --------- | ----------- |
| 12 points | Norvège     |
| 10 points | Suisse      |
| 8 points  | Yougoslavie |
| 7 points  | Luxembourg  |
| 6 points  | Pays-Bas    |
| 5 points  | Allemagne   |
| 4 points  | Israël      |
| 3 points  | Irlande     |
| 2 points  | Suède       |
| 1 point   | Turquie     |